# Babuíno-sagrado
O babuíno-sagrado (Papio hamadryas) é uma espécie de babuíno robusto e cinocéfalo nativa do norte da África e do sudeste da Arábia, estendendo-se para a Ásia. O babuíno-sagrado era um animal sagrado para os antigos egípcios.

## Nomes comuns
Dá ainda pelos seguintes nomes comuns: hamadríade, também grafada hamadríada (não confundir com a Ophiophagus hannah que com ela partilha este nome), e hamádrias (não confundir com as borboletas do género Hamadrias, que também dão por este nome).

## Vida Social

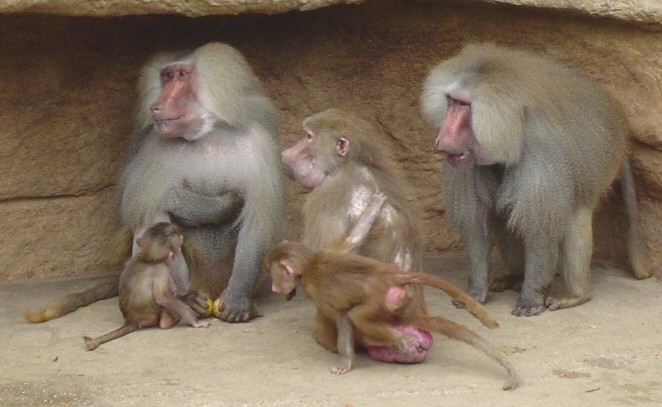
babuino hamadryas em um local parecendo uma caverna

### Organização de grupo
Os babuínos possuem um sistema social incomum assente em quatro níveis, o qual se designa de «sociedade multinível». A maioria das interações sociais acontecem no seio de pequenos grupos, que contêm um macho e até 10 fêmeas, que são os chamados haréns, os quais são liderados e protegidos pelo macho.
Os haréns incluem frequentemente um jovem macho 'seguidor' que pode ser aparentado do chefe. Da junção de dois ou mais haréns formam-se clãs. No seio dos clãs os machos têm parentela comum e organizam-se sob uma hierarquia de poder relacionada com a idade. Aos clãs, sucedem-se os bandos, enquanto nível seguinte de estruturação societária. Destarte, os bandos formam-se pela junção de entre dois a quatro clãs, o que pode abarcar uma população de até 400 indivíduos, os quais costumam viajar e dormir como um grupo. Os machos raramente deixam o seu bando, ao passo que as fêmeas são ocasionalmente transferidas ou trocadas entre os bandos pelos machos. Os bandos podem competir entre si por causa de comida ou ocupação de território.